# Caulifloria
La caulifloria è un termine di botanica che definisce una caratteristica non comune: mentre la maggior parte delle piante produce i fiori sulle parti più giovani della chioma, le piante cauliflore portano i fiori sul tronco o sui rami vecchi e lignificati.
Per esempio, alberi cauliflori sono il carrubo (Ceratonia siliqua), l'albero di Giuda (Cercis siliquastrum), il Jabuticaba (Plinia cauliflora). Anche la pianta del Cacao (Theobroma cacao) è cauliflora.

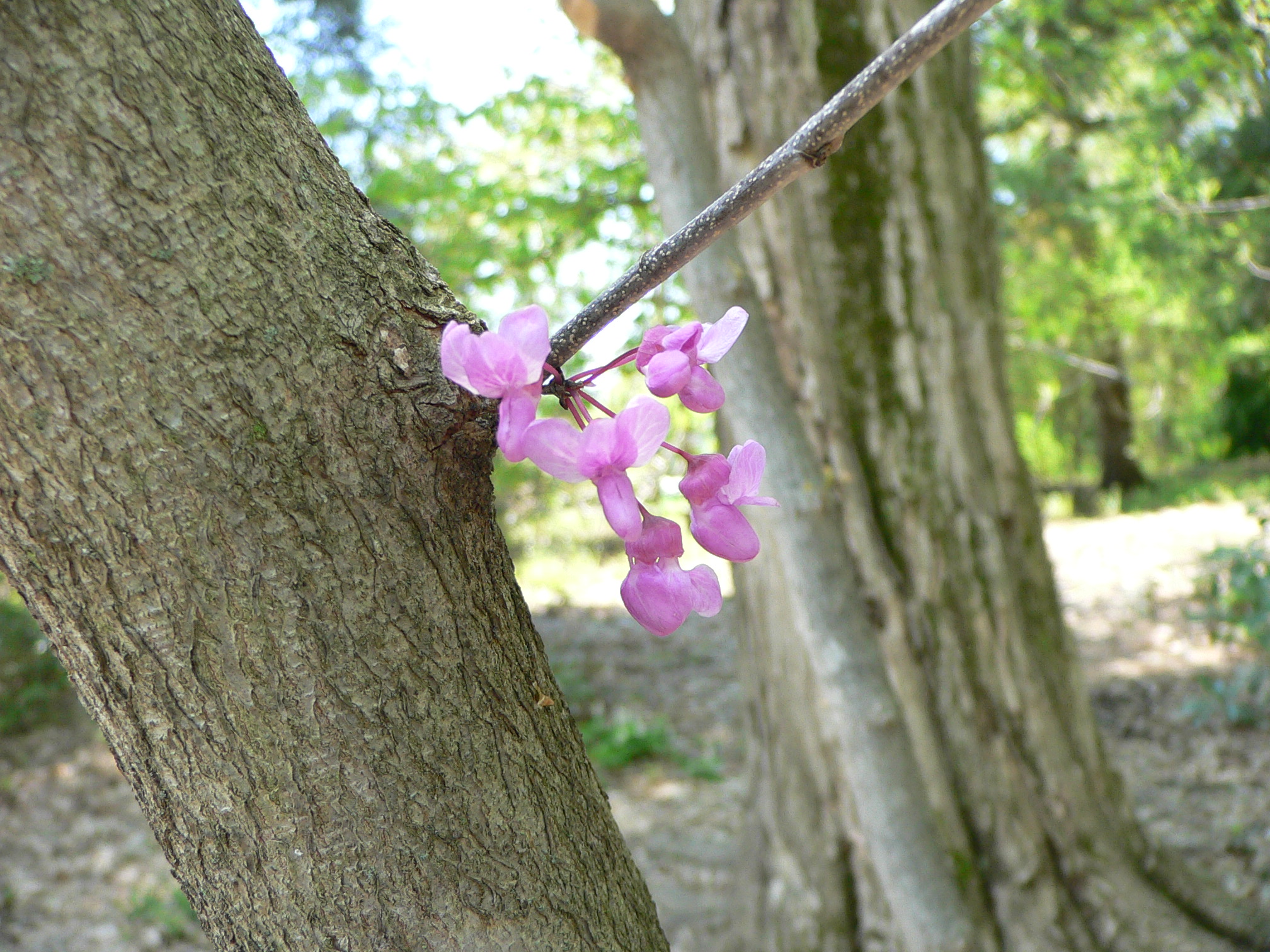
Albero di Giuda (Cercis canadensis)
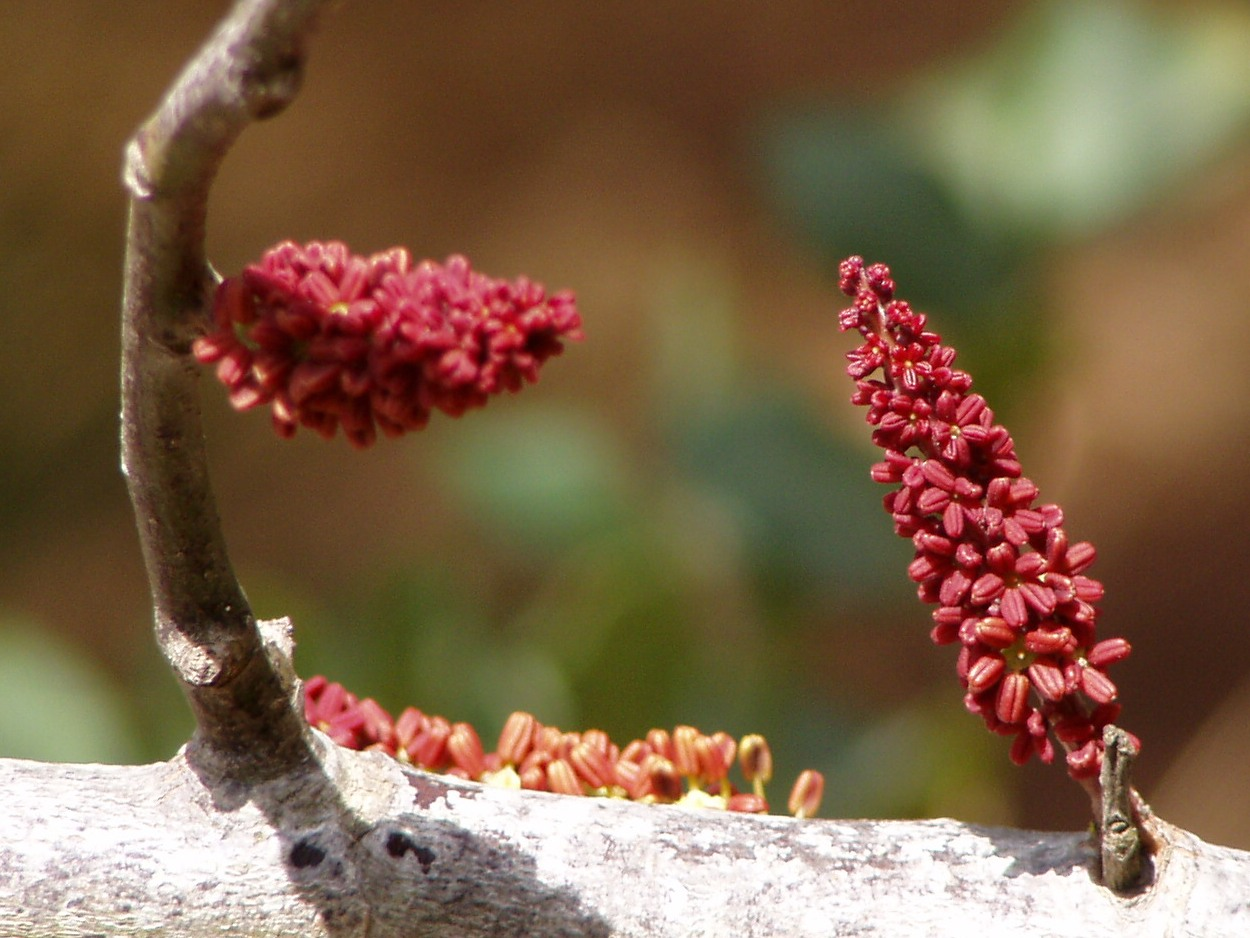
Infiorescenza del Carrubo (Ceratonia siliqua)
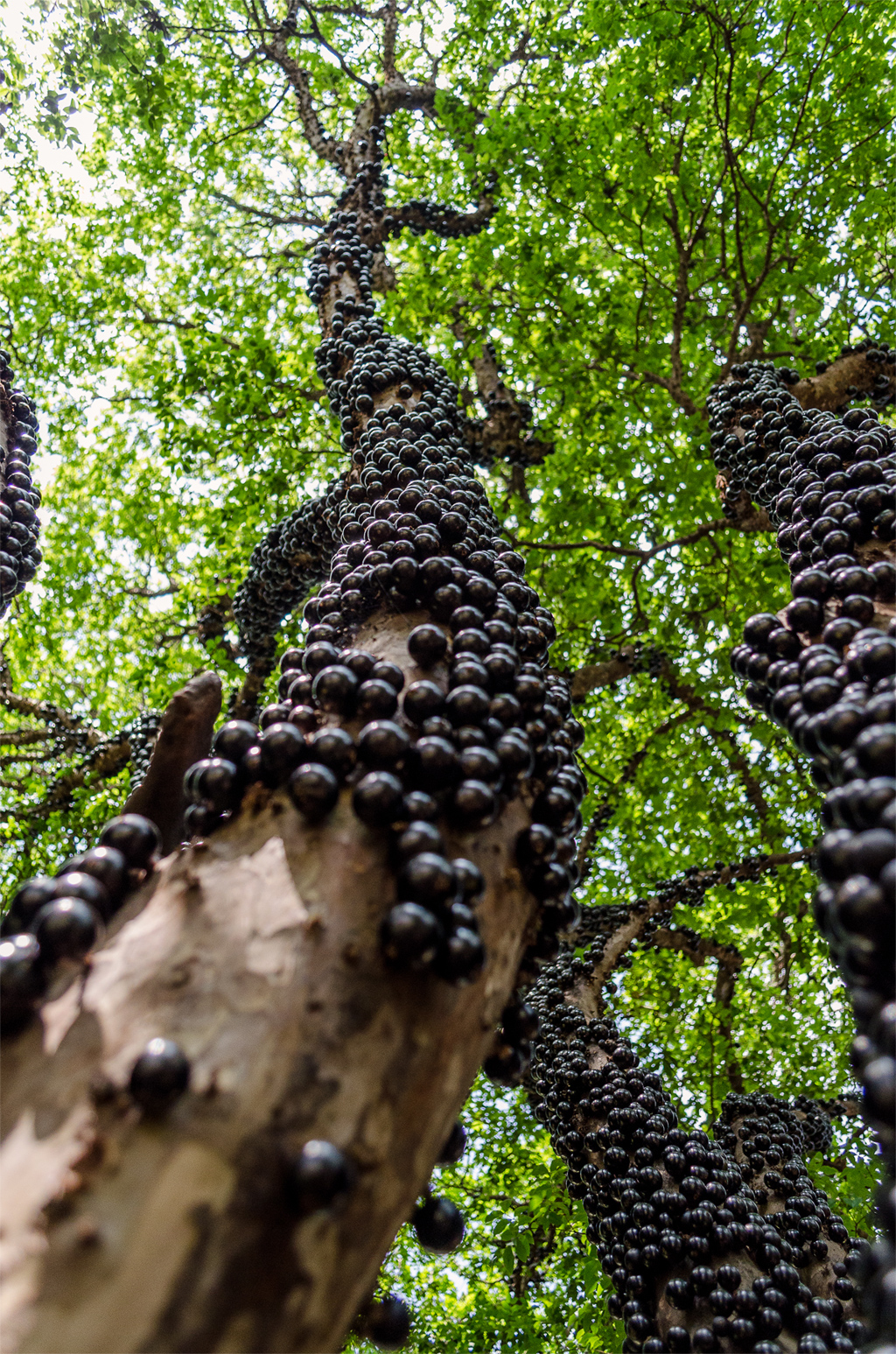
i frutti attaccati al tronco del jabuticaba (Plinia cauliflora)